# Vanessa virginiensis
Vanessa virginiensis (лат.) — вид бабочек из рода Ванессы, семейства Нимфалиды. Один из трех представителей рода, обитающих в Северной Америке.

## Описание
Размах крыльев около 50 мм. Центральная ячейка на задних крыльях замкнута. Внешний край крыльев волнистый с одним более заметным выступом на жилке M1 на передних крылья. Наружный край задних крыльев без заметных выступов. Верхняя сторона крыльев оранжево-коричневого цвета с оранжевыми пятнами на коричневой перевязи у наружного края переднего крыла. Задние крылья с 3 или 4 синими пятна у прикраевой каймы. Нижняя сторона крыльев со сложным рисунком и двумя крупными пятнами-«глазками» на заднем крыле.

## Место обитания
Vanessa virginiensis распространена по всей умеренной в Северной Америке, а также на Мадейре и Канарских островах. Иногда залётные экземпляры могут быть найдены в юго-западной Европе.

## Кормовые растения гусениц
Растения семейства Asteraceae, включая Gnaphalium, Antennaria, Artemisia, Cirsium, Carduus, Onopordum acanthium, Silybum marianum, Helianthus, Vernonia, Senedo maritime, Senedo cineraria.